# Collegio uninominale Lombardia 3 - 04 (2020)
Il collegio elettorale uninominale Lombardia 3 - 04 è un collegio elettorale uninominale della Repubblica Italiana per l'elezione della Camera dei deputati.

## Territorio
Come previsto dalla legge n. 51 del 27 maggio 2019, il collegio è stato definito tramite decreto legislativo all'interno della circoscrizione Lombardia 3.
È formato dal territorio di 37 comuni della provincia di Brescia: Azzano Mella, Berlingo, Borgosatollo, Botticino, Bovezzo, Brandico,
Brescia, Caino, Capriano del Colle, Castegnato, Castel Mella, Castenedolo, Cellatica, Collebeato, Concesio, Dello, Flero, Gussago, Lograto, Longhena, Maclodio, Mairano, Mazzano, Monticelli Brusati, Montirone, Nave, Ome, Ospitaletto, Paderno Franciacorta, Passirano, Poncarale, Rezzato, Rodengo Saiano, Roncadelle, San Zeno Naviglio, Torbole Casaglia e Travagliato.
Il collegio è parte del collegio plurinominale Lombardia 3 - 02.

## Eletti
| Elezione | Elezione | Deputato         | Partito      |
| -------- | -------- | ---------------- | ------------ |
|          | 2022     | Maurizio Casasco | Forza Italia |

## Dati elettorali

### XIX legislatura
Come previsto dalla legge elettorale, 147 deputati sono eletti con sistema a maggioranza relativa in altrettanti collegi uninominali a turno unico.
| Candidati                                 | Candidati                  | Voti    | %     | Liste                          | Voti    | %     |
| ----------------------------------------- | -------------------------- | ------- | ----- | ------------------------------ | ------- | ----- |
|                                           | Maurizio Casasco ✔️ Eletto | 118 994 | 48,84 | Fratelli d'Italia              | 67 712  | 27,79 |
| Lega per Salvini Premier                  | Maurizio Casasco ✔️ Eletto | 118 994 | 48,84 | 32 753                         | 13,44   |       |
| Forza Italia                              | Maurizio Casasco ✔️ Eletto | 118 994 | 48,84 | 16 839                         | 6,91    |       |
| Noi moderati/Lupi - Toti - Brugnaro - UDC | Maurizio Casasco ✔️ Eletto | 118 994 | 48,84 | 1 690                          | 0,69    |       |
|                                           | Roberto Rossini            | 69 253  | 28,42 | Partito Democratico-IDP        | 49 086  | 20,15 |
| Alleanza Verdi e Sinistra                 | Roberto Rossini            | 69 253  | 28,42 | 10 606                         | 4,35    |       |
| +Europa                                   | Roberto Rossini            | 69 253  | 28,42 | 8 671                          | 3,56    |       |
| Impegno Civico - Centro Democratico       | Roberto Rossini            | 69 253  | 28,42 | 890                            | 0,37    |       |
|                                           | Guido Galperti             | 27 194  | 11,16 | Azione - Italia Viva - Calenda | 27 194  | 11,16 |
|                                           | Samuel Sorial              | 16 461  | 6,76  | Movimento 5 Stelle             | 16 461  | 6,76  |
|                                           | Marcello Orizio            | 3 925   | 1,61  | Italexit                       | 3 925   | 1,61  |
|                                           | Aristide Greco             | 3 155   | 1,29  | Unione Popolare                | 3 155   | 1,29  |
|                                           | Andrea Piantoni            | 2 343   | 0,96  | Italia Sovrana e Popolare      | 2 343   | 0,96  |
|                                           | Mariano De Mattia          | 1 960   | 0,80  | Vita                           | 1 960   | 0,80  |
|                                           | Vito Robles                | 358     | 0,15  | Noi di Centro – Europeisti     | 358     | 0,15  |
| Totale                                    | Totale                     | 243 643 | 100   |                                | 243 643 | 100   |
|                                           |                            |         |       |                                |         |       |
| Schede bianche                            | Schede bianche             | 3 387   | 1,34  |                                |         |       |
| Schede nulle                              | Schede nulle               | 5 463   | 2,16  |                                |         |       |
| Votanti                                   | Votanti                    | 252 493 | 74,61 |                                |         |       |
| Elettori                                  | Elettori                   | 338 400 |       |                                |         |       |